# Darius Cozmic Collection
A Darius Cozmic Collection kétdimenziós Darius shoot ’em up videójátékok gyűjteménye. A csomag 2019. február 28-án jelent meg Japánban Nintendo Switch, illetve 2020. március 5-én PlayStation 4 platformokra. Mindkét platformverzió 2020. június 16-án világszerte is megjelent.

## Fejlesztés
A Darius-játékok eredeti fejlesztője, a Taito Corporation a régebbi videójátékok emulált újrakiadására szakosodott M2-t bérelte fel a gyűjtemény fejlesztésére. A kezdeti tervek szerint a gyűjtemény kizárólag a drágább „Special Edition” kiadásban jelent volna meg, azonban később úgy döntöttek, hogy a rajongók körében népszerűbb játéktermi verziókat egy olcsóbb kiadásban külön is forgalomba hozzák. Miután körvonalazódott, hogy a kiadvány a kétdimenziós Darius-játékokat fogja egybecsomagolni, a projekt a Darius Ancient Collection címet kapta, utalva arra, hogy a kétdimenziós játékok mai szemmel „őskorinak” tűnhetnek. A gyűjtemény később megkapta a Darius Cozmic Collection címet, utalva ezzel arra, hogy az első Darius-játék kódneve „Cozmo” volt. A játék tényleges fejlesztése 2018. elején kezdődött meg.
A csomagból több kétdimenziós Darius-játék is kimaradt, mivel azok emulálása túl sok erőforrást emésztett volna fel. A Darius II háromképernyős kiadása azért nem szerepel a gyűjteményben mivel szoftveresen csak kis mértékben tér el az eredeti kétképernyős változattól, azonban a hardvere teljesen más; a Super Darius és a folytatása azért nem került rá a gyűjteményre, mivel egy új PC Engine CD-ROM²-emulátor írása túl költséges lett volna. Ugyan a Taito a japán játéktermi kiadásokhoz részletes dokumentumokkal tudott szolgálni, azonban egyes konzolos verzióknak már a beszerzése is nehézkes volt; a 800 példányszámban gyártott Darius Alpha egy példányát a japán Beep videójáték-szaküzlet és -kiadó adta kölcsön, míg a Sagaia Sega Master System-verzióját Los Angelesből kellett megrendelni.
A Darius Gaiden az eredeti tervek szerint nem került volna rá a gyűjteményre, mivel az a kétdimenziós shoot ’em upok grafikai határait feszegeti, így az emulálása is nehezebb, főleg egy olyan viszonylag gyenge hardveren mint a Nintendo Switch. Az M2 a legpontosabb emulációra törekedett, így példának okáért nem csak a játéktermi gépek bekapcsolásánal megjelenő képzajt vagy a képfrissítési lelassulásokat, hanem gépeken az információs táblát rögzítő csavarokat is lemásolták.
Ugyan a Darius Cozmic Collection hivatalosan nem az M2 ShotTriggers shoot ’em up reprodukciós sorozat részeként jelent meg, azonban annak számos funkciójával rendelkezik. Egyik ilyen az „M2 Gadgets” funkció, amely számos az eredeti verziókban nem elérhető információt jelenít meg a játéktéren kívül.

## Kiadások
A csomag összesen hat különböző kiadásban jelent meg
Japán kiadások
- Standard Edition (Switchre dobozosan és digitálisan, míg PlayStation 4-re Arcade Edition alcímmel kizárólag digitálisan jelent meg)[6]
- Consumer Edition (kizárólag digitálisan jelent meg Switchre és PlayStation 4-re)[7]
- Special Edition (kizárólag dobozosan jelent meg Switchre, a játékok egy játékkártyán kaptak helyet)

Nemzetközi kiadások
- Arcade Edition (dobozosan és digitálisan is megjelent PlayStation 4-re és Switchre)[8][9]
- Console Edition (dobozosan és digitálisan is megjelent PlayStation 4-re és Switchre)
- International Edition (kizárólag dobozosan jelent meg PlayStation 4-re és Switchre, a játéktermi és a konzolos kiadások kombinációja, további fizikai ajándéktárgyakkal)

A legtöbb kiadás más játékokat tartalmaz.
| Cím                             | Eredeti platform        | Standard Edition                         | Consumer Edition          | Special Edition                          | Arcade Edition | Console Edition | International Edition |
| ------------------------------- | ----------------------- | ---------------------------------------- | ------------------------- | ---------------------------------------- | -------------- | --------------- | --------------------- |
| Darius -Old Version-            | Játékterem              | Igen                                     |                           | Igen                                     | Igen           |                 | Igen                  |
| Darius -New Version-            | Játékterem              | Igen                                     |                           | Igen                                     | Igen           |                 | Igen                  |
| Darius -Extra Version-          | Játékterem              | Igen                                     |                           | Igen                                     | Igen           |                 | Igen                  |
| Darius II -Dual Screen Version- | Játékterem              | Igen                                     |                           | Igen                                     | Igen           |                 | Igen                  |
| Sagaia -Version 1-              | Játékterem              | Igen                                     |                           | Igen                                     | Igen           |                 | Igen                  |
| Sagaia -Version 2-              | Játékterem              | Igen                                     |                           | Igen                                     | Igen           |                 | Igen                  |
| Darius Gaiden                   | Játékterem              | Igen                                     |                           | Igen                                     | Igen           |                 | Igen                  |
| Darius II                       | Mega Drive (JPN)        |                                          | Igen                      | Igen                                     |                | Igen            | Igen                  |
| Sagaia                          | Sega Genesis (US)       |                                          | Switchen egy frissítéssel | Switchen egy frissítéssel                |                | Igen            | Igen                  |
| Sagaia                          | Sega Master System (EU) |                                          | Igen                      | Igen                                     |                | Igen            | Igen                  |
| Darius Twin                     | Super Famicom (JPN)     |                                          | Igen                      | Igen                                     |                | Igen            | Igen                  |
| Darius Twin                     | Super NES (US)          |                                          | Igen                      | Igen                                     |                | Igen            | Igen                  |
| Darius Force                    | Super Famicom (JPN)     |                                          | Igen                      | Igen                                     |                | Igen            | Igen                  |
| Super Nova                      | Super NES (US)          |                                          | Switchen egy frissítéssel | Switchen egy frissítéssel                |                | Igen            | Igen                  |
| Darius Alpha                    | PC Engine (JPN)         |                                          | Igen                      | Igen                                     |                | Igen            | Igen                  |
| Darius Plus                     | PC Engine (JPN)         |                                          | Switchen egy frissítéssel | Switchen egy frissítéssel                |                | Igen            | Igen                  |
| Sagaia                          | Game Boy                | Előrendelői ajándék az Amazonon Switchre |                           | Előrendelői ajándék az Amazonon Switchre |                |                 |                       |

## Fogadtatás
| Összegzőoldal | Értékelés                    | Értékelés                    |
| Összegzőoldal | NS                           | PS4                          |
| ------------- | ---------------------------- | ---------------------------- |
| Metacritic    | Arcade 76/100 Console 66/100 | Arcade 74/100 Console 68/100 |

| Szerző                | Értékelés                    | Értékelés       |
| Szerző                | NS                           | PS4             |
| --------------------- | ---------------------------- | --------------- |
| Hardcore Gamer        | N/A                          | 3,5/5 (Arcade)  |
| Nintendo Life         | 7/10                         | N/A             |
| Nintendo World Report | 6,5/10 (Console)             | N/A             |
| OPM (UK)              | N/A                          | 8/10 (Arcade)   |
| Cubed3                | 6/10 (Console) 7/10 (Arcade) | N/A             |
| Gaming Age            | A                            | N/A             |
| WCCFtech              | N/A                          | 7,5/10 (Arcade) |

A Metacritic kritikaösszegző weboldal adatai szerint az Arcade Edition Nintendo Switch-verziója „általánosságban kedvező”, míg a gyűjtemény többi kiadása „megosztott vagy átlagos” kritikai fogadtatásban részesült. A kritikusok a játékok rendkívül pontos emulációját a csomag egyik húzóerejének kiálltották ki. A Polygon weboldal szerkesztője külön dicsérte az Arcade Edition betanítómódját.
A kritikusok elsőszámú negatívumként azt hozták fel, hogy a csomag ketté van bontva és ezzel az együttes ára túlságosan magas. További negatívumként emelték ki az extra tartalmak, így a fejlesztői interjúk vagy koncepciórajzok hiányát. A Console Editiont további kritika érte egyes játékok hiánya, így például a Darius Plus vagy a japán kiadásban szereplő Sagaia (Game Boy) hiánya miatt, valamint magukat a játékokat is gyengébbnek tartották a játéktermi változatukkal szemben.

## Folytatás
2021 februárjában Darius Cozmic Revelation címmel egy a háromdimenziós Darius-játékokat tartalmazó gyűjtemény is megjelent, amely a G-Darius HD és a Dariusburst: Another Chronicle EX+ játékokat tartalmazza.
A nyugati dobozos Switch-kiadás a Sagaia Game Boy-verzióját is tartalmazza. A játékhoz később a G-Darius „Ver. 2” változatát is hozzá fogják adni egy ingyenes javítófolttal.

## Fordítás
- Ez a szócikk részben vagy egészben  a   Darius Cozmic Collection című angol Wikipédia-szócikk ezen változatának fordításán alapul.  Az eredeti cikk szerkesztőit annak laptörténete sorolja fel. Ez a jelzés csupán a megfogalmazás eredetét és a szerzői jogokat jelzi, nem szolgál a cikkben szereplő információk forrásmegjelöléseként.